# 京都府道328号相楽台桜が丘線
京都府道328号相楽台桜が丘線（きょうとふどう328ごう さがなかだいさくらがおかせん）は、京都府木津川市から相楽郡精華町に至る一般府道である。

## 概要
木津川市相楽台2丁目から相楽郡精華町桜が丘4丁目に至る。
府道の南すぐ側には奈良県が迫っている。2010年（平成22年）10月頃から順次LED道路照明灯に切り替えられている。

### 路線データ
- 起点：木津川市相楽台2丁目（相楽台交差点、京都府道22号八幡木津線交点、京都府道327号相楽台相楽線起点）
- 終点：相楽郡精華町桜が丘4丁目（桜が丘西交差点、奈良県道・京都府道52号奈良精華線交点）

## 地理

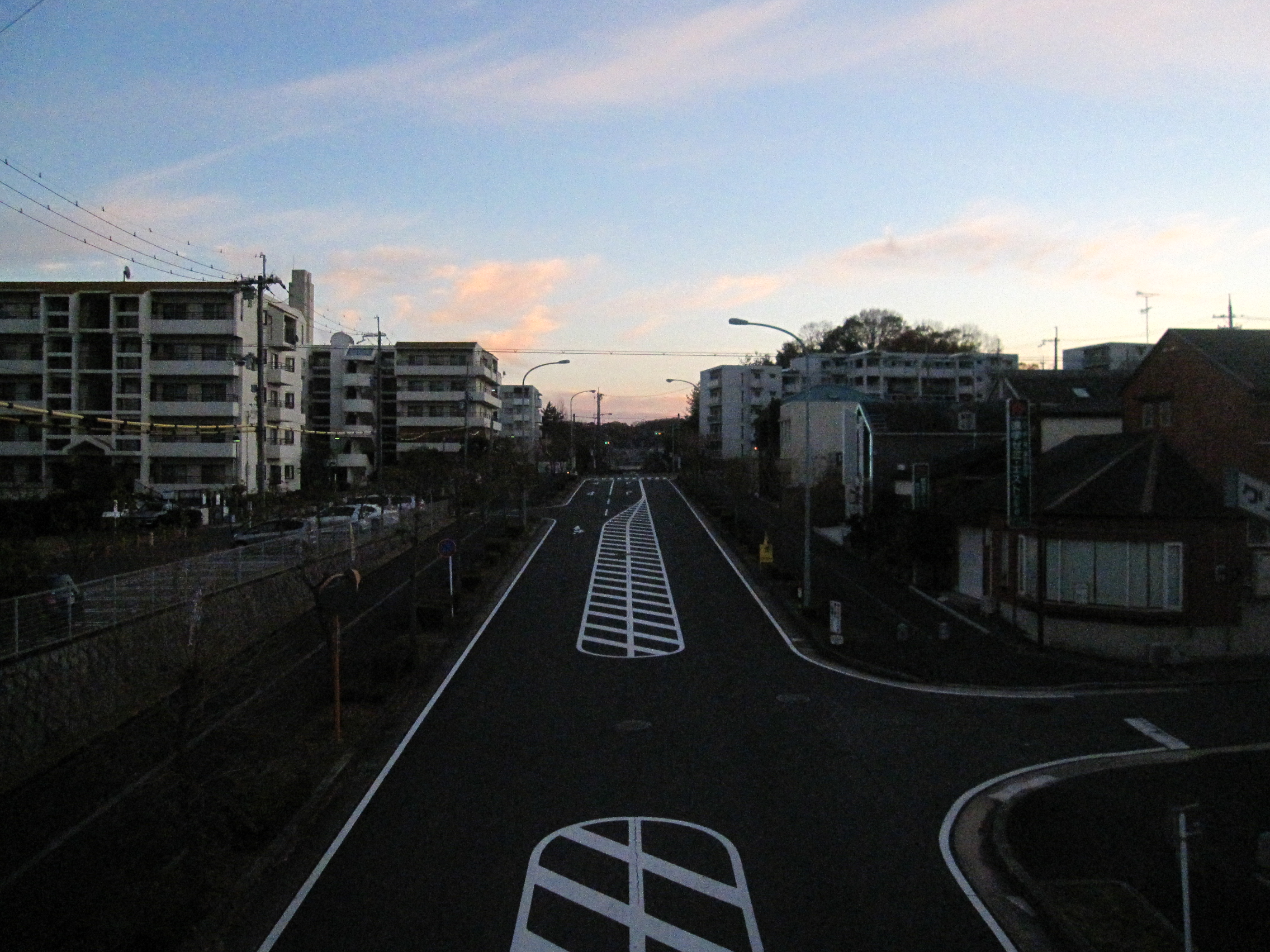
木津川市兜台3丁目

### 通過する自治体
- 京都府
  - 木津川市 - 相楽郡精華町

### 交差する道路
| 交差する道路                                     | 市町村名 | 市町村名 | 交差する場所 | 交差する場所          |
| ------------------------------------------------ | -------- | -------- | ------------ | --------------------- |
| 京都府道22号八幡木津線 京都府道327号相楽台相楽線 | 木津川市 | 木津川市 | 相楽台2丁目  | 相楽台交差点 / 起点   |
| 奈良県道・京都府道52号奈良精華線                 | 相楽郡   | 精華町   | 桜が丘4丁目  | 桜が丘西交差点 / 終点 |

### 沿線
- 木津川市立相楽台保育園
- 関西文化学術研究都市事業本部
- イオンモール高の原
- 兜谷公園
- 木津川市立木津第二中学校
- 木津川市立兜台保育園
- 木津川市立高の原小学校、高の原幼稚園
- 木津兜台郵便局